# Stanisław Myśliński (pisarz)
Stanisław Myśliński (ur. 8 grudnia 1920, zm. 28 czerwca 2011) – polski pisarz, autor książek wojennych.
Był autorem kilkakrotnie wznawianej książki Strzały pod Cisną. W 2012 Tadeusz Płużański zarzucił w jednym z artykułów, że Myśliński nazwał w niej dowódcę oddziału partyzanckiego NSZ – „Zuch” Antoniego Żubryda – hersztem bojówek spod znaku trupich czaszek.

## Wybrana bibliografia autorska
- Akcja zagłady (Instytut Wydawniczy Związków Zawodowych, Warszawa, 1988; ISBN 83-202-0674-X)
- Front za frontem: nad Prypecią i Bugiem: 1944 ("Atla 2", Wrocław, 1998; ISBN 83-86882-37-9)
- Między młotem i kowadłem...: polska uwertura 1939 (Wydawnictwo Comandor, Warszawa, 2009; ISBN 978-83-7473-050-1)
- Nad Prypecią  (Wydawnictwo Ministerstwa Obrony Narodowej, Warszawa, 1976)
- Podpułkownik Alfred Wnukowski (Wydawnictwo Ministerstwa Obrony Narodowej, Warszawa, 1989)
- Strzały pod Cisną (Wydawnictwo Ministerstwa Obrony Narodowej, Warszawa, 1971)
- Tropem leśnych cieni (Wydawnictwo Ministerstwa Obrony Narodowej, Warszawa, 1980; ISBN 83-11-06408-3)
- Uwertura wrześniowa 1939 ("Atla 2", Wrocław, 1999; ISBN 83-86882-97-2)
- Wojna po wojnie: Bieszczady - 1947 r. ("Atla 2", Wrocław, 1998; ISBN 83-86882-32-8)
- Z jednej menażki (Wydawnictwo Ministerstwa Obrony Narodowej, Warszawa, 1978) wyd. 3